# بهشية شاحبة
البَهْشِيِّة الشاحبة (باللاتينية: Ilex pallida) نوع نباتي يتبع جنس البهشية من الفصيلة البهشية.
موطنه أمريكا الوسطى.